# TimoCom
TimoCom Soft-und Hardware GmbH je njemačka IT tvrtka sa sjedištem u Erkrathu. Osnovana je 1997, te je davatelj usluga za sve tvrtke uključene u prijevozništvo. Naziv "Timo" je izveden iz inicijala dvojice osnivača Jensa Thiermanna i Jürgena Moorbrinka.
TimoCom je s burzom tereta i utovarnih prostora TC Truck & Cargo lider tržišta [kojeg?] u Europi.  Cilj je osigurati ponudu i potražnju za prijevoznim uslugama putem online-tržnice. Proizvodi i usluge tvrtke dostupni su u 44 europskih zemalja i na 24 jezika.
Pokraj sjedišta u Erkrathu TimoCom ima tri predstavništva u Poljskoj, Češkoj, i Mađarskoj kao i dva ureda u  Španjolskoj i  Francuskoj.

## Vanjske poveznice
- TimoCom - službena stranica